# Wahlkreis Altona
Der Wahlkreis 3 Altona ist ein Wahlkreis zur Wahl der Hamburgischen Bürgerschaft. Er ist nach dem Hamburger Wahlrecht ein Mehrmandatswahlkreis, in dem fünf Bürgerschaftsabgeordnete in Direktwahl oder nach Wahlkreislisten gewählt werden. Bis einschließlich 2011 war er auch ein Wahlkreis zur Wahl der Bezirksversammlung im Bezirk Altona.
Der Wahlkreis umfasst die Stadtteile Altona-Altstadt, Altona-Nord, Ottensen, Bahrenfeld, Othmarschen und Sternschanze. Er liegt westlich des Hamburger Stadtzentrums. Benachbarte Wahlkreise sind Stellingen – Eimsbüttel-West im Norden, Rotherbaum – Harvestehude – Eimsbüttel-Ost im Nordosten, Hamburg-Mitte im Osten, Billstedt – Wilhelmsburg – Finkenwerder im Süden und Blankenese im Westen. Bis 2011 gehörte auch der Stadtteil Groß Flottbek zum Wahlkreis, der aber zur Bürgerschaftswahl 2015 aufgrund veränderter Bevölkerungszahlen in den Wahlkreis Blankenese umgegliedert wurde.

## Strukturdaten
Im Wahlkreis leben knapp 128.000 Menschen, davon sind gut 94.000 wahlberechtigt. Die Wahlbeteiligung lag bei den vergangenen Bürgerschaftswahlen 2015 mit 61,3 Prozent über der Beteiligung von 56,5 Prozent in Hamburg. 2001 entsprach sie mit 70,9 Prozent der Durchschnittsbeteiligung von 71,0 Prozent. Altona ist damit nach dem Wahlkreis Alstertal – Walddörfer der Wahlkreis mit den zweitmeisten Wahlberechtigten.
Die Bevölkerungsdichte im Wahlkreis beträgt 5123 Einwohner/km² und liegt damit über dem Hamburger Durchschnitt von 2294 Einwohner/km². Die unter 18-Jährigen bilden einen Anteil von 14,8 Prozent an der Gesamtbevölkerung (Hamburg 15,7 Prozent), die über 65-Jährigen 14,4 Prozent (18,8 Prozent). Der Ausländeranteil bewegt sich mit 18,9 Prozent über dem Durchschnitt von 14,8 Prozent. Der Anteil ausländischer Schüler beträgt 18,7 Prozent gegenüber 15,6 Prozent in ganz Hamburg.
In der Sozialstruktur zeichnet sich der Wahlkreis durch einen durchschnittlichen Anteil von Leistungsempfängern nach dem Zweiten Buch Sozialgesetzbuch (Arbeitslosengeld II, sogenanntes Hartz IV), eine höhere Arbeitslosenquote und einen niedrigeren Anteil von Sozialwohnungen aus. 10,7 Prozent aller Wohnungen sind Sozialwohnungen (Hamburg 13,2 Prozent). Jedem Einwohner steht eine Wohnfläche von 35,9 Quadratmetern zur Verfügung (Hamburg 36,5 Quadratmeter), die Wohnungen sind durchschnittlich 69,8 Quadratmeter groß (71,8 Quadratmeter). Der Anteil der sozialversicherungspflichtig Beschäftigten lag im Jahre 2006 mit 43,8 Prozent unter dem Hamburger Durchschnitt von 47,3 Prozent. Die Arbeitslosenquote betrug im September desselben Jahres 8,3 Prozent und lag damit über der Quote von 7,8 Prozent in ganz Hamburg. Ein großer Teil der Arbeitslosen erhält Leistungen nach dem Sozialgesetzbuch II (Hartz IV), im Juni 2006 waren es im Gebiet des Wahlkreises 6,3 Prozent der Bevölkerung, in Hamburg durchschnittlich 5,7 Prozent. Von der Gesamtbevölkerung des Wahlkreises erhielt im September 2006 fast jeder Neunte Hartz-IV-Leistungen (11,3 Prozent) gegenüber im Durchschnitt 11,9 Prozent in Hamburg.
Die Kriminalitätsrate liegt im Wahlkreis Altona über dem Hamburger Durchschnitt. Die Zahl der gesamten Straftaten je 1000 Einwohner beträgt 152 (Hamburg 137 je 1000 Einwohner), die Zahl der Gewaltdelikte sieben (Hamburg fünf) und die Zahl der Diebstähle 78 je 1000 Einwohner (Hamburg 63).

## Wahlen

### Bürgerschaftswahl 2015
Zur Bürgerschaftswahl traten im Wahlkreis Altona folgende Parteien, Wählergruppen und Einzelkandidaten mit Wahlkreisbewerbern an (Reihenfolge wie auf dem Stimmzettel):
- SPD (10 Kandidaten)
- CDU (10 Kandidaten)
- Die Linke (10 Kandidaten)
- Grüne (6 Kandidaten)
- FDP (6 Kandidaten)
- PIRATEN (6 Kandidaten)
- AfD (5 Kandidaten)
- HaraAlt (4 Kandidaten)
- Die PARTEI (3 Kandidaten)
- Soziale Politik (1 Kandidat)

94.441 Personen waren wahlberechtigt. Jeder Wähler hatte fünf Stimmen für die Landesliste und fünf Stimmen für die Wahlkreislisten. Diese fünf Stimmen konnten beliebig auf die Kandidaten (Wahlkreis und Landesliste) und Gesamtlisten (nur Landeslisten) der Parteien verteilt werden. Die Wahlbeteiligung betrug 61,3 Prozent. 1,9 Prozent der abgegebenen Stimmzettel für die Landesliste sowie 2,2 Prozent der Stimmzettel für die Wahlkreislisten waren ungültig. Für die Landeslisten wurden 281.266 gültige Stimmen abgegeben, für die Wahlkreislisten insgesamt 278.878.
Gewählte Abgeordnete:
- Gabriele Dobusch (SPD)
- Arno Münster (SPD)
- Franziska Grunwaldt (CDU)
- Norbert Hackbusch (Die Linke)
- Anjes Tjarks (GRÜNE)

| Partei          | Landesliste Parteistimmen in Prozent | Wahlkreisliste in Prozent | Landesliste Parteistimmen | Landesliste Listenstimmen | Landesliste Persönlichkeitsstimmen | Wahlkreisliste |
| --------------- | ------------------------------------ | ------------------------- | ------------------------- | ------------------------- | ---------------------------------- | -------------- |
| SPD             | 37,2                                 | 30,9                      | 104.649                   | 45.255                    | 59.394                             | 86.049         |
| CDU             | 8,6                                  | 10,5                      | 24.080                    | 13.696                    | 10.384                             | 29.226         |
| Die Linke       | 17,7                                 | 18,9                      | 49.774                    | 30.170                    | 19.604                             | 52.658         |
| FDP             | 6,0                                  | 5,5                       | 16.859                    | 9.632                     | 7.227                              | 15.302         |
| GRÜNE           | 21,9                                 | 25,6                      | 61.706                    | 39.738                    | 21.968                             | 71.496         |
| PIRATEN         | 2,4                                  | 2,7                       | 6.681                     | 5.164                     | 1.517                              | 7.667          |
| AfD             | 3,0                                  | 2,8                       | 8.521                     | 6.129                     | 2.392                              | 7.934          |
| HaraAlt         | N/A                                  | 0,8                       | N/A                       | N/A                       | N/A                                | 2.107          |
| Die PARTEI      | 1,8                                  | 1,9                       | 4.946                     | 3.997                     | 949                                | 5.278          |
| Soziale Politik | N/A                                  | 0,4                       | N/A                       | N/A                       | N/A                                | 1.161          |

Auf die Landeslisten der Parteien ohne eigene Wahlkreislisten entfielen 1,4 Prozent der abgegebenen gültigen Stimmen.

### Bürgerschaftswahl 2011
Zur Bürgerschaftswahl traten im Wahlkreis Altona folgende Parteien, Wählergruppen und Einzelkandidaten mit Wahlkreisbewerbern an (Reihenfolge wie auf dem Stimmzettel):
- CDU (10 Kandidaten)
- SPD (10 Kandidaten)
- GRÜNE/GAL (10 Kandidaten)
- Die Linke (10 Kandidaten)
- Die PARTEI (9 Kandidaten)
- FDP (4 Kandidaten)
- PIRATEN (3 Kandidaten)
- Freie Wähler (2 Kandidaten)
- ÖDP (1 Kandidatin)
- NPD (2 Kandidaten)
- Romuald Jasinski (1 Kandidat)

96.505 Personen waren wahlberechtigt. Jeder Wähler hatte fünf Stimmen für die Landesliste und fünf Stimmen für die Wahlkreislisten. Diese fünf Stimmen konnten beliebig auf die Kandidaten (Wahlkreis und Landesliste) und Gesamtlisten (nur Landeslisten) der Parteien verteilt werden. Die Wahlbeteiligung betrug 64,2 Prozent. 2,0 Prozent der abgegebenen Stimmzettel für die Landesliste sowie 3,6 Prozent der Stimmzettel für die Wahlkreislisten waren ungültig. Für die Landeslisten wurden 298.333 gültige Stimmen abgegeben, für die Wahlkreislisten insgesamt 296.220.
Gewählte Abgeordnete:
- Robert Heinemann (CDU)
- Gabriele Dobusch (SPD)
- Arno Münster (SPD)
- Christa Goetsch (GAL)
- Norbert Hackbusch (Die Linke)

| Partei           | Landesliste Parteistimmen in Prozent | Wahlkreisliste in Prozent | Landesliste Parteistimmen | Landesliste Listenstimmen | Landesliste Persönlichkeitsstimmen | Wahlkreisliste |
| ---------------- | ------------------------------------ | ------------------------- | ------------------------- | ------------------------- | ---------------------------------- | -------------- |
| CDU              | 13,7                                 | 14,6                      | 40.986                    | 22.563                    | 18.423                             | 43.305         |
| SPD              | 45,0                                 | 38,2                      | 134.187                   | 61.285                    | 72.902                             | 113.086        |
| GAL              | 17,6                                 | 22,1                      | 52.565                    | 31.624                    | 20.941                             | 65.494         |
| Die Linke        | 11,2                                 | 11,9                      | 33.365                    | 19.263                    | 14.102                             | 35.190         |
| Die PARTEI       | 1,5                                  | 2,4                       | 4.506                     | 3.120                     | 1.386                              | 7.171          |
| FDP              | 5,7                                  | 5,3                       | 17.109                    | 9.184                     | 7.925                              | 15.709         |
| PIRATEN          | 3,1                                  | 3,1                       | 9.342                     | 6.675                     | 2.667                              | 9.154          |
| Freie Wähler     | 0,6                                  | 1,0                       | 1.905                     | 917                       | 988                                | 2.954          |
| ÖDP              | 0,6                                  | 0,9                       | 1.659                     | 1.039                     | 620                                | 2.528          |
| NPD              | 0,4                                  | 0,4                       | 1.116                     | 748                       | 368                                | 1.209          |
| Romuald Jasinski | N/A                                  | 0,1                       | N/A                       | N/A                       | N/A                                | 420            |

Auf die Landeslisten der Parteien ohne eigene Wahlkreislisten entfielen 0,6 Prozent der abgegebenen gültigen Stimmen.

### Wahl der Bezirksversammlung 2011
Zur Wahl der Bezirksversammlung Altona traten im Wahlkreis Altona folgende Parteien, Wählergruppen und Einzelkandidaten mit Wahlkreisbewerbern an (Reihenfolge wie auf dem Stimmzettel):
- CDU (32 Kandidaten)
- SPD (32 Kandidaten)
- GAL (16 Kandidaten)
- Die Linke (6 Kandidaten)
- FDP (5 Kandidaten)
- Freie Wähler (2 Kandidaten)
- ÖDP (1 Kandidatin)
- NPD (1 Kandidat)
- Romuald Jasinski (1 Kandidat)

Zur Wahl der Bezirksversammlung waren auch Staatsangehörige der Mitgliedstaaten der Europäischen Union wahlberechtigt. Die Anzahl der Wahlberechtigten war mit 102.911 Personen deshalb größer als bei der Bürgerschaftswahl. Die Möglichkeit zur Verteilung der Stimmen auf Gesamtlisten und einzelne Bewerber entsprach dem der Wahl zur Bürgerschaft. Die Wahlbeteiligung betrug 41,4 Prozent. 6,0 Prozent der abgegebenen Stimmzettel für die Bezirksliste sowie 6,6 Prozent der Stimmzettel für die Wahlkreislisten waren ungültig. Für die Bezirkslisten wurden 176.972 gültige Stimmen abgegeben, für die Wahlkreislisten insgesamt 175.451.
| Partei           | Bezirksliste Parteistimmen in Prozent | Wahlkreisliste in Prozent | Bezirksliste Parteistimmen | Bezirksliste Listenstimmen | Bezirksliste Persönlichkeitsstimmen | Wahlkreisliste |
| ---------------- | ------------------------------------- | ------------------------- | -------------------------- | -------------------------- | ----------------------------------- | -------------- |
| CDU              | 15,3                                  | 15,5                      | 46.460                     | 28.647                     | 17.786                              | 46.292         |
| SPD              | 38,6                                  | 38,3                      | 117.036                    | 75.221                     | 41.815                              | 114.583        |
| GAL              | 21,5                                  | 23,5                      | 65.143                     | 43.565                     | 21.578                              | 70.276         |
| Die Linke        | 12,7                                  | 14,2                      | 38.341                     | 22.046                     | 16.295                              | 42.550         |
| FDP              | 4,8                                   | 5,0                       | 14.515                     | 10.095                     | 4.420                               | 14.882         |
| Freie Wähler     | 1,2                                   | 1,5                       | 3.612                      | 1.418                      | 2.194                               | 4.476          |
| ÖDP              | N/A                                   | 1,3                       | N/A                        | N/A                        | N/A                                 | 3.904          |
| NPD              | 0,4                                   | 0,5                       | 1.297                      | 882                        | 415                                 | 1.385          |
| Romuald Jasinski | N/A                                   | 0,3                       | N/A                        | N/A                        | N/A                                 | 815            |

Auf die Bezirkslisten der Parteien ohne eigene Wahlkreislisten entfielen 5,5 Prozent der abgegebenen gültigen Stimmen.

### Bürgerschaftswahl 2008
Zur Bürgerschaftswahl in Hamburg 2008 traten im Wahlkreis Altona neun Parteien mit eigenen Wahlkreislisten und insgesamt 53 Kandidaten an.
- CDU (10 Kandidaten)
- SPD (5 Kandidaten)
- GAL (7 Kandidaten)
- FDP (10 Kandidaten)
- Die Linke (5 Kandidaten)
- ödp (4 Kandidaten)
- Die Partei (9 Kandidaten)
- Piratenpartei (1 Kandidat)
- HeimatHamburg (2 Kandidaten)

95.057 Personen waren wahlberechtigt. Jeder Wähler hatte eine Stimme für die Landesliste und fünf Stimmen für die Wahlkreislisten. Diese fünf Stimmen konnten beliebig auf die Kandidaten und Gesamtlisten der Parteien verteilt werden. Die Wahlbeteiligung betrug bei der Landesliste und den Wahlkreislisten 68,3 Prozent. 0,8 Prozent der abgegebenen Stimmzettel für die Landesliste sowie 2,5 Prozent der Stimmzettel für die Wahlkreislisten waren ungültig. Für die Landesliste wurden 64.419 gültige Stimmen abgegeben, für die Wahlkreislisten insgesamt 311.350.
Gewählte Abgeordnete:
- Wolfhard Ploog (CDU)
- Bülent Çiftlik (SPD)
- Britta Ernst (SPD)
- Christa Goetsch (GAL)
- Norbert Hackbusch (Die Linke)

Das Bürgerschaftsmandat von Christa Goetsch ruhte, solange sie Senatorin für Schule, Berufs- und Weiterbildung war. Nachberufen wurde Linda Heitmann (GAL), die am 29. November 2010 wieder aus der Bürgerschaft ausgeschieden ist.
| Partei        | Landesliste in Prozent | Wahlkreisliste Parteistimmen in Prozent | Landesliste | Wahlkreisliste Parteistimmen | Wahlkreisliste Listenstimmen | Wahlkreisliste Persönlichkeitsstimmen |
| ------------- | ---------------------- | --------------------------------------- | ----------- | ---------------------------- | ---------------------------- | ------------------------------------- |
| CDU           | 30,4                   | 26,5                                    | 19.560      | 82.636                       | 55.302                       | 27.334                                |
| SPD           | 36,6                   | 31,3                                    | 23.607      | 97.445                       | 52.895                       | 44.550                                |
| GAL           | 16,8                   | 23,3                                    | 10.804      | 72.663                       | 34.925                       | 37.738                                |
| FDP           | 4,3                    | 5,5                                     | 2.742       | 16.973                       | 8.089                        | 8.884                                 |
| Die Linke     | 9,6                    | 10,3                                    | 6.184       | 31.999                       | 17.528                       | 14.471                                |
| ödp           | 0,3                    | 0,7                                     | 175         | 2.065                        | 619                          | 1.446                                 |
| Die Partei    | 0,6                    | 1,3                                     | 373         | 4.026                        | 1.947                        | 2.079                                 |
| Piratenpartei | 0,4                    | 0,7                                     | 249         | 2.207                        | 1.041                        | 1.166                                 |
| HeimatHamburg | 0,3                    | 0,4                                     | 179         | 1.336                        | 912                          | 424                                   |

Auf die Landeslisten der Parteien ohne eigene Wahlkreislisten entfielen 0,8 Prozent der abgegebenen gültigen Stimmen.

### Wahl der Bezirksversammlung 2008
Zur Wahl der Bezirksversammlung Altona traten im Wahlkreis sieben Parteien mit eigenen Wahlkreislisten und insgesamt 79 Kandidaten an.
- CDU (32 Kandidaten)
- SPD (10 Kandidaten)
- GAL (12 Kandidaten)
- FDP (13 Kandidaten)
- Die Linke (6 Kandidaten)
- ödp (4 Kandidaten)
- HeimatHamburg (2 Kandidaten)

Zur Wahl der Bezirksversammlung waren auch Staatsangehörige der Mitgliedstaaten der Europäischen Union wahlberechtigt. Die Anzahl der Wahlberechtigten war mit 101.675 Personen deshalb größer als bei der Bürgerschaftswahl. Jeder Wähler hatte eine Stimme für die Landesliste und fünf Stimmen für die Wahlkreislisten. Diese fünf Stimmen konnten beliebig auf die Kandidaten und Gesamtlisten der Parteien verteilt werden. Die Wahlbeteiligung bei den Wahlkreislisten betrug 65,3 Prozent. 3,4 Prozent der abgegebenen Stimmzettel für die Wahlkreislisten waren ungültig. Insgesamt wurden 317.117 gültige Stimmen abgegeben.
| Partei        | Sitze | Wahlkreisliste Parteistimmen in Prozent | Wahlkreisliste Parteistimmen | Wahlkreisliste Listenstimmen | Wahlkreisliste Persönlichkeitsstimmen |
| ------------- | ----- | --------------------------------------- | ---------------------------- | ---------------------------- | ------------------------------------- |
| CDU           | 4     | 26,5                                    | 83.948                       | 54.670                       | 29.278                                |
| SPD           | 5     | 29,5                                    | 93.391                       | 58.673                       | 34.718                                |
| GAL           | 4     | 25,2                                    | 79.863                       | 47.410                       | 32.453                                |
| FDP           | 1     | 5,3                                     | 16.905                       | 8.592                        | 8.313                                 |
| Die Linke     | 2     | 12,2                                    | 38.715                       | 21.073                       | 17.642                                |
| ödp           | 0     | 0,8                                     | 2.686                        | 931                          | 1.755                                 |
| HeimatHamburg | 0     | 0,5                                     | 1.609                        | 1.129                        | 480                                   |

### Bürgerschaftswahlen 1966–2015
Die Bürgerschaftswahlen waren bis einschließlich 2004 reine Listenwahlen ohne Wahlkreise. Dargestellt werden deshalb im Zeitraum von 1966 bis 2004 (6.–18. Wahlperiode) die zusammengefassten Wahlergebnisse der Stadtteile im Wahlkreis ohne den Stadtteil Sternschanze. Für die Jahre ab 2008 (ab 19. Wahlperiode) ist das Ergebnis der Landesliste, das für die Mehrheitsverhältnisse in der Bürgerschaft entscheidend ist, angegeben. Es werden nur die Parteien aufgeführt, die im dargestellten Zeitraum in mindestens einem Stadtteil des Wahlkreises einmal mehr als fünf Prozent der abgegebenen gültigen Wählerstimmen auf sich vereinen konnten oder die bei einer Wahl den Einzug in die Bürgerschaft erreichten. In der Summe kann das Ergebnis einer Wahl deshalb kleiner 100 Prozent sein. Alle Ergebnisse sind in Prozent angegeben.
| Partei             | 1966 | 1970 | 1974 | 1978 | 6/1982 | 12/1982 | 1986 | 1987 | 1991 | 1993 | 1997 | 2001 | 2004 | 2008 | 2011 | 2015 |
| ------------------ | ---- | ---- | ---- | ---- | ------ | ------- | ---- | ---- | ---- | ---- | ---- | ---- | ---- | ---- | ---- | ---- |
| SPD                | 60,5 | 57,1 | 46,7 | 51,5 | 43,0   | 50,8    | 40,2 | 44,7 | 45,4 | 37,8 | 33,0 | 37,9 | 31,4 | 36,6 | 45,0 | 37,2 |
| Grüne              |      |      |      |      | 9,9    | 9,2     | 15,0 | 12,3 | 12,7 | 21,4 | 23,4 | 16,8 | 24,6 | 16,8 | 17,6 | 21,9 |
| Die Linke          |      |      |      |      |        |         |      |      |      |      |      |      |      | 9,6  | 11,2 | 17,7 |
| CDU                | 28,9 | 31,2 | 39,0 | 35,8 | 40,5   | 36,3    | 38,3 | 35,6 | 30,9 | 20,6 | 24,9 | 19,6 | 33,7 | 30,4 | 15,6 | 8,6  |
| FDP                | 6,2  | 6,3  | 10,1 | 4,8  | 4,4    | 2,8     | 5,2  | 6,3  | 5,3  | 3,9  | 3,5  | 5,1  | 2,5  | 4,3  | 5,7  | 6,0  |
| AfD                |      |      |      |      |        |         |      |      |      |      |      |      |      |      |      | 3,0  |
| PIRATEN            |      |      |      |      |        |         |      |      |      |      |      |      |      | 0,4  | 3,1  | 2,4  |
| NPD                | 4,1  | 2,9  | 0,9  | 0,4  |        |         |      |      |      |      | 0,2  |      | 0,2  |      | 0,4  | 0,1  |
| DVU                |      |      |      |      |        |         |      |      |      | 2,1  | 3,9  | 0,5  |      | 0,3  |      |      |
| Regenbogen         |      |      |      |      |        |         |      |      |      |      |      | 5,2  | 3,2  |      |      |      |
| Pro DM/Schill      |      |      |      |      |        |         |      |      |      |      |      | 0,2  | 2,1  |      |      |      |
| Schill/Offensive D |      |      |      |      |        |         |      |      |      |      |      | 13,0 | 0,2  |      |      |      |
| STATT              |      |      |      |      |        |         |      |      |      | 5,4  | 3,3  | 0,4  |      |      |      |      |
| REP                |      |      |      |      |        |         |      |      | 1,1  | 5,0  | 1,7  | 0,0  |      |      |      |      |
| Bunte Liste        |      |      |      | 4,9  |        |         |      |      |      |      |      |      |      |      |      |      |

Hinweis: Die Zahlen bis 2011 verstehen sich inklusive des Stadtteils Groß Flottbek, der seit 2015 zum Wahlkreis Blankenese gehört.

## Belege
Strukturdaten
- Wahlkreis Altona. In: Statistisches Amt für Hamburg und Schleswig-Holstein (Hrsg.): Wahl zur hamburgischen Bürgerschaft 2008, Strukturdaten der Wahlkreise. (statistik-nord.de [PDF; 68 kB]).

Wahlen
- Statistisches Amt für Hamburg und Schleswig-Holstein: Bürgerschaftswahl. In: Wahldatenbank seit 1965. Abgerufen am 1. Januar 2008.
- Wahlkreis 3 Altona. Landeslisten-Stimmen im Vergleich zur Bürgerschaftswahl 2004. In: Statistisches Amt für Hamburg und Schleswig-Holstein (Hrsg.): Endgültiges Ergebnis der Bürgerschaftswahl Hamburg 2008. 6. März 2008 (statistik-nord.de [PDF; 5 kB]).
- Wahlkreis 03 Altona. Parteistimmen. In: Statistisches Amt für Hamburg und Schleswig-Holstein (Hrsg.): Endgültiges Ergebnis der Bürgerschaftswahl Hamburg 2008. 7. März 2008 (statistik-nord.de [PDF; 11 kB]).
- Wahlkreis 3 Altona. Parteistimmen. In: Statistisches Amt für Hamburg und Schleswig-Holstein (Hrsg.): Endgültiges Ergebnis der Bezirksversammlungswahl 2008. (statistik-nord.de [PDF; 40 kB]).
- Wahl zur Bürgerschaft und die Wahlen zu den Bezirksversammlungen am 24. Februar 2008. In: Justizbehörde der Freien und Hansestadt Hamburg (Hrsg.): Amtlicher Anzeiger. Teil II des Hamburgischen Gesetz- und Verordnungsblattes. Bekanntmachungen. Nr. 21, 14. März 2008, S. 655–656, 665–665 (fhh.hamburg.de [PDF; 200 kB]).
- Wahl zur Bürgerschaft und die Wahl zu den Bezirksversammlungen am 24. Februar 2008. In: Justizbehörde der Freien und Hansestadt Hamburg (Hrsg.): Amtlicher Anzeiger. Teil II des Hamburgischen Gesetz- und Verordnungsblattes. Bekanntmachungen. Nr. 22, 18. März 2008, S. 698, 701 (fhh.hamburg.de [PDF; 296 kB]).